# IAI 크피르
IAI 크피르는 이스라엘이 독자개발한 델타익의 다목적 전투기이다.

## 역사
다소 미라주 5을 불법 카피한 IAI 네셔를 개량했다. IAI 크피르는 이스라엘 최초의 독자 개발, 생산한 전투기이다.
9000파운드 추력 엔진 1개를 사용하는 최대이륙중량 13톤인 다소 미라주 5 삼각날개 공격기를 개량하여, 11000파운드 추력 엔진 1개를 사용하는 최대이륙중량 16톤인 삼각날개 다목적 전투기로 만들었다. 1973년 초도비행하여, 220대 이상이 생산되었으며, 1996년 이스라엘 공군에서 퇴역했다.
2011년 현재 프랑스 공군의 주력인 미라주 2000 삼각날개 다목적 전투기는 크피르와 동일한 11000파운드 추력 엔진 1개를 사용한다. 1978년 초도비행했다. 11000파운드 추력 엔진 2개를 사용하는 라팔도 프랑스 공군의 주력이다.
2011년 현재 인도는 크피르, 미라주 2000과 동일한 11000파운드 추력 엔진 1개를 사용하는 삼각날개 다목적 전투기 HAL 테자스를 개발중이다. HAL 테자스는 중국, 파키스탄의 FC-1에 대응해 개발되고 있다. 레이다, 미사일이 이스라엘제다.
이스라엘, 인도, 프랑스는 서로간에 무기거래가 잦은 관계를 갖고 있으며, 이스라엘 인도는 모두 프랑스 미라지 전투기 수입국이다.
2011년 기준으로, 프랑스 공군은 F-16(19톤) 대신 미라주 2000(17톤), F-15(30톤) 대신 라팔(24톤)을 사용한다. 반면에, 이스라엘 공군은 F-16(19톤), F-15(30톤), F-15E(36톤)을 사용하고 있다.

## 제원 (크피르 C.2)

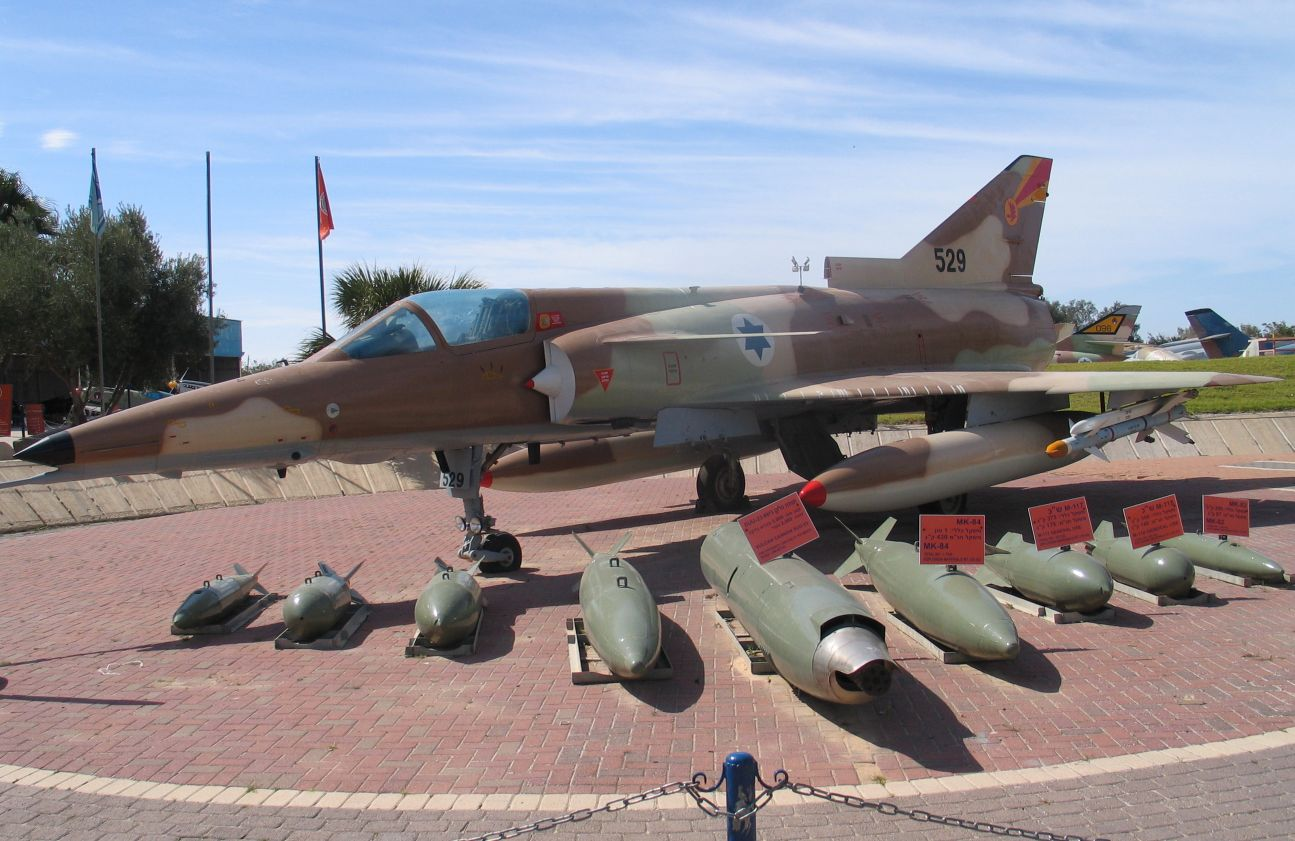
하체림 공군기지의 이스라엘 공군 박물관에 전시된 크피르

정보의 출처: Jane's All The World's Aircraft 1982–83.
일반 특성
- 승무원: One
- 길이: 15.65 m (51 ft 4¼ in)
- 날개폭: 8.22 m (26 ft 11½ in)
- 높이: 4.55 m (14 ft 11¼ in)
- 날개면적: 34.8 m² (374.6 sq ft)
- 공허중량: 7,285 kg (16,060 lb)
- 탑재중량: 11,603 kg (25,580 lb)
- 최대이륙중량: 16,200 kg (35,715 lb)
- 엔진: 1× IAl Bedek-built General Electric J-79-J1E turbojet
  - 최대추력: 52.9 kN (11,890 lb st)
  - 재연소시추력: 79.62 kN (17,900 lb st)

성능
- 최대속도: 2,440 km/h (2 Mach, 1,317 knots, 1,516 mph) above 11,000 m (36,000 ft)
- 전투행동반경: 768 km (415 nmi, 477 mi) (ground attack, hi-lo-hi profile, seven 500 lb bombs, two AAMs, two 1,300 L drop tanks)
- 상승한도: 17,680 m (58,000 ft)
- 상승률: 233 m/s (45,950 ft/min)

무장
- 기관포: 2× Rafael-built 30 mm (1.18 in) DEFA 553 cannons, 140 rounds/gun
- 로켓: assortment of unguided air-to-ground rockets including the Matra JL-100 drop tank/rocket pack, each with 19× SNEB 68 mm rockets and 66 US gallons (250 liters) of fuel
- 미사일: 2× AIM-9 Sidewinders or Shafrir or Python-series AAMs; 2× Shrike ARMs; 2× AGM-65 Maverick ASMs
- 폭탄: 5,775 kg (12,730 lb) of payload on nine external hardpoints, including bombs such as the Mark 80 series, Paveway series of LGBs, Griffin LGBs, SMKBs,[2] TAL-1 OR TAL-2 CBUs, BLU-107 Matra Durandal, reconnaissance pods or Drop tanks

## 같이 보기
- 미라주 2000
- HAL 테자스
- IAI 라비